# Додона

Додона на мапі Греції

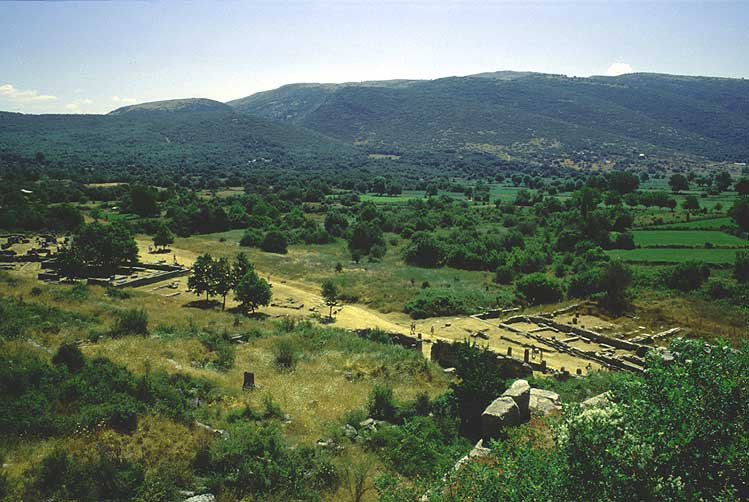
Загальний вид міста Додони

Додона (дав.-гр. Δοδώνη, грец. Δωδώνη) — давньогрецьке місто в Епірі, неподалік від сучасної Яніни, яке славилося в античності оракулом Зевса і якого поважали у всій Греції. У класичну епоху Додонський оракул поступився дельфійському, але все-таки до нього часто зверталися не тільки сусіди, але й віддаленіші держави (Спарта, Афіни, Фіви) і навіть іноземці (Крез за Геродотом, I, 46).

## Історія міста

### Прадавня історія
Інститут оракулів та святилище у Додоні, цілком ймовірно, існувало задовго до вторгнення на Балкани греків, ще в другому тисячолітті до н. е., коли в цих місцях жили пеласги і молосси. На глибоку старовину місцевого оракула Зевса, заснування якого приписували Девкаліону, опосередковано вказують епітети «Пеласгічний» і «Молосський», перший з яких зустрічається ще в «Іліаді».
У гомерівські часи околиці Додона були населені селлами, які називаються в «Іліаді» пророками, не миючими ніг і які спали на землі; звідси видно, що ці селли шанували не стільки Зевса, скільки хтонічне божество врожаю і родючості — богиню Землі, культ якої передував приходу індоєвропейців. В історичний час селли мабуть, вже не існували. Спосіб пророкувань гомерівські часи був такий самий, як і згодом: люди слухали волю Зевса з верховітті дуба (Одіссея, XIV, 328). Користувався при написанні своєї «Аргонавтики» стародавніми джерелами Аполлоній Родоський згадує, що корабель Ясона володів даром пророцтва, тому що сама Афіна Паллада помістила в корму «Арго» дошку священного дуба з гаю Додонського оракула.

## Додона у післякласичний період

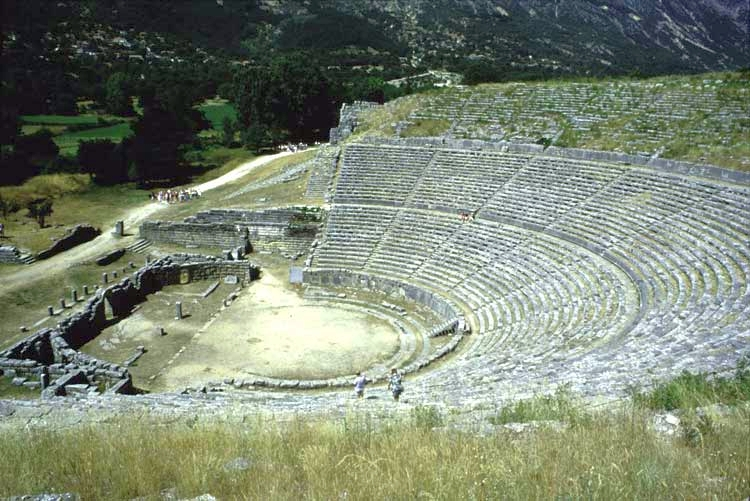
Театр Пірра у Додоні досі використовується за своїм призначенням

На пагорбі, посеред долини, височів акрополь стародавнього міста Додон, з театром, що досить добре зберігся. На південному схилі пагорба простиралося велике, оточене стінами священне місце, всередині якого були розкриті у 1875-76 роках, під час розкопок, зроблених Костянтином Карапаносом, залишки стародавнього святилища Зевса Найоса, датованого 4 століттям до н. е.
Слідів давніших кам'яних споруд у Додоні досі не виявлено. Разом з тим знайдені археологами різні священні предмети з бронзи, частково грубої давньої роботи, частково рідкісної художньої краси, а також численні олов'яні дошки, на яких написані відповіді оракула на питання по найрізноманітніших випадках повсякденного життя. Що стосується існуючого донині театру, то він був побудований за наказом Епірського царя Пірра поряд з храмом Геракла і стіною навколо священного гаю.
Саме Пірр заснував у Додоні щорічні арени, ігри атлетів і музичні змагання — агони. Через два роки після смерті Пірра етолійці під проводом Дорімаха завдали Додоні рішучого удару своїм набігом 219 до н. е., і хоча македонський цар Філіпп V наступного року, щоб помститися спалив їх столицю і відбудував поруйновані храми, відновив ігри і спорудив для їх проведення особливий стадіон, до часу Страбона Додонский оракул був вже в повному занепаді.
При відвідуванні Додони у 2 столітті н. е. мандрівник Павсаній, що слідував маршрутом імператора Адріана, застав на місці священного гаю один-єдиний дуб, до якого згодом звертався за порадою Юліан Відступник перед перським походом 361 року. Років тридцять по тому, коли Феодосій I наклав заборону на язичницькі оракули, і це дерево було зрубане, після чого Додона стала занедбана вже остаточно.